# Telamoptilia cathedraea
Telamoptilia cathedraea là một loài bướm đêm thuộc họ Gracillariidae. Nó được tìm thấy ở Ấn Độ (Meghalaya, Bihar), Đài Loan, Nhật Bản (Kyūshū, quần đảo Ryukyu) và Madagascar.
Sải cánh dài 7–8 mm.
Ấu trùng ăn Urena lobata và Urena tomentosa. Chúng có thể ăn lá nơi chúng làm tổ.